# Oussama Alou
Oussama Alou (Utrecht, 15 januari 2002) is een Nederlands-Marokkaans profvoetballer die doorgaans als middenvelder speelt.

## Carrière
Oussama Alou speelde in de jeugd van USV Elinkwijk en FC Utrecht. In 2020 tekende hij een contract tot medio 2023 bij Utrecht. Met ingang van het seizoen 2020/21 maakte hij de overstap naar Jong FC Utrecht. Hij debuteerde voor dit elftal in de Eerste divisie op 28 augustus 2020, in de met 1-2 verloren thuiswedstrijd tegen FC Eindhoven. Hij begon in de basis en werd in de 77e minuut vervangen door Hicham Acheffay. Eind augustus 2022 werd het contract van Alou beëindigd. Hij speelde in totaal 37 wedstrijden voor Jong Utrecht. In januari 2023 tekende hij een contract bij het Canadese York United FC. In augustus werd zijn contract ontbonden. In oktober 2023 ging hij in Bulgarije voor FC Etar 1924 Veliko Tarnovo spelen.

### Statistieken
| Seizoen                        | Club            | Land           | Competitie     | Competitie | Competitie | Beker | Beker | Totaal | Totaal |
| Seizoen                        | Club            | Land           | Competitie     | Wed.       | Dlp.       | Wed.  | Dlp.  | Wed.   | Dlp.   |
| ------------------------------ | --------------- | -------------- | -------------- | ---------- | ---------- | ----- | ----- | ------ | ------ |
| 2020/21                        | Jong FC Utrecht | Nederland      | Eerste divisie | 19         | 3          | –     | –     | 19     | 3      |
| 2021/22                        | Jong FC Utrecht | Nederland      | Eerste divisie | 17         | 1          | –     | –     | 17     | 1      |
| 2022/23                        | Jong FC Utrecht | Nederland      | Eerste divisie | 1          | 0          | –     | –     | 1      | 0      |
| 2023                           | York United FC  | Canada         | CPL            | 0          | 0          | 0     | 0     | 0      | 0      |
| Carrièretotaal                 | Carrièretotaal  | Carrièretotaal | Carrièretotaal | 37         | 4          | 0     | 0     | 37     | 4      |
| Bijgewerkt op 19 februari 2023 |                 |                |                |            |            |       |       |        |        |